# Sobrado na rua Ana Nery, n.º 25
O Sobrado nº 25 à Rua Ana Nery é uma edificação localizada em Cachoeira, município do estado brasileiro da Bahia. Foi também chamado de Casa da Moeda, foi tombado pelo Instituto do Patrimônio Histórico e Artístico Nacional (IPHAN) em 1943, através do processo de número 247.

## Arquitetura
Não se tem notícias da data precisa da construção deste sobrado, situado em esquina, mas, a julgar pelas suas características tipológicas, presume-se ser da primeira metade do século XVIII e ainda, pela sua localização e tratamento interior, tratar-se de uma casa nobre. O aproveitamento do lote, limitado por uma via lateral de forte declividade, promoveu a adoção de um curioso partido que destina ao térreo às habitações populares e, no pavimento superior, o andar nobre.
São cinco as habitações do térreo, com acesso pela ladeira, e em diferentes níveis que se desenvolvem ao longo de um corredor, no sentido transversal do edifício. No andar superior, cujo acesso se dá por saguão na fachada principal, um corredor longitudinal distribui o programa, estando os salões, com tetos de caixotões, voltados para o frontispício. Na fachada principal, portada, duas janelas de verga reta e porta são encimadas por quatro janelas de púlpito, com gradil, sendo delimitada por grossos cunhais. O edifício é recoberto por telhado de quatro águas.

## Tombamento
Foi tombado pelo IPHAN em 1943, recebendo tombo de belas artes (Inscrição 286/1943).